# Листоїдові
Попикові (Chrysomelidae Latreille, 1802) — четверта за чисельністю родина ряду твердокрилих. Налічує понад 35 тис. видів, які розповсюджені по всій Землі. Характерною рисою Попикових є менш-більш округле тіло, вусики, що вкладаються на внутрішню сторону передньоспинки, а також дволопатевий четвертий членик лапки. Попикові належать до комах з повним перетворенням (метаморфоз) і у життєвому циклі проходять стадії яйця, личинки, лялечки та імаго.
Попикові у літературі часто відомі за русифікованою назвою «листоїди».
Вивченню Попикових присвятили життя відомі ентомологи, полтавчани Д. О. Оглоблін, І. К. Лопатін, харків'янка Д. С. Шапіро.
Чотири види Попикових занесено до Червоної книги України.

### Імаго

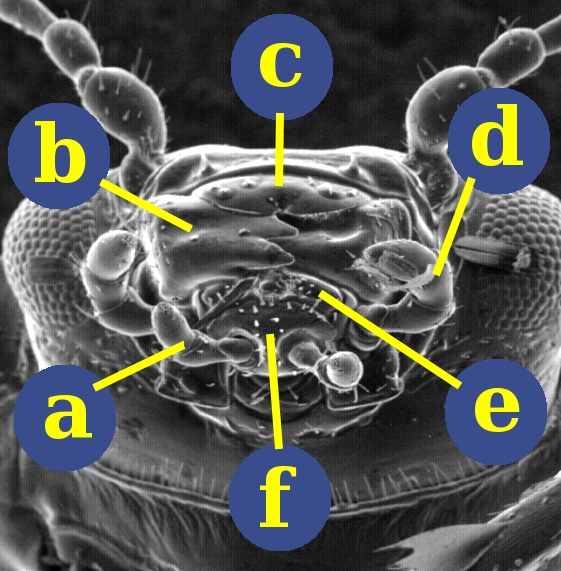
Електронна мікрофотографія ротового апарату листоїда: a —губні щупальця, b — мандибули, c — верхня губа, d — щелепні щупальця, e — максили, f — ліґула

### Личинка

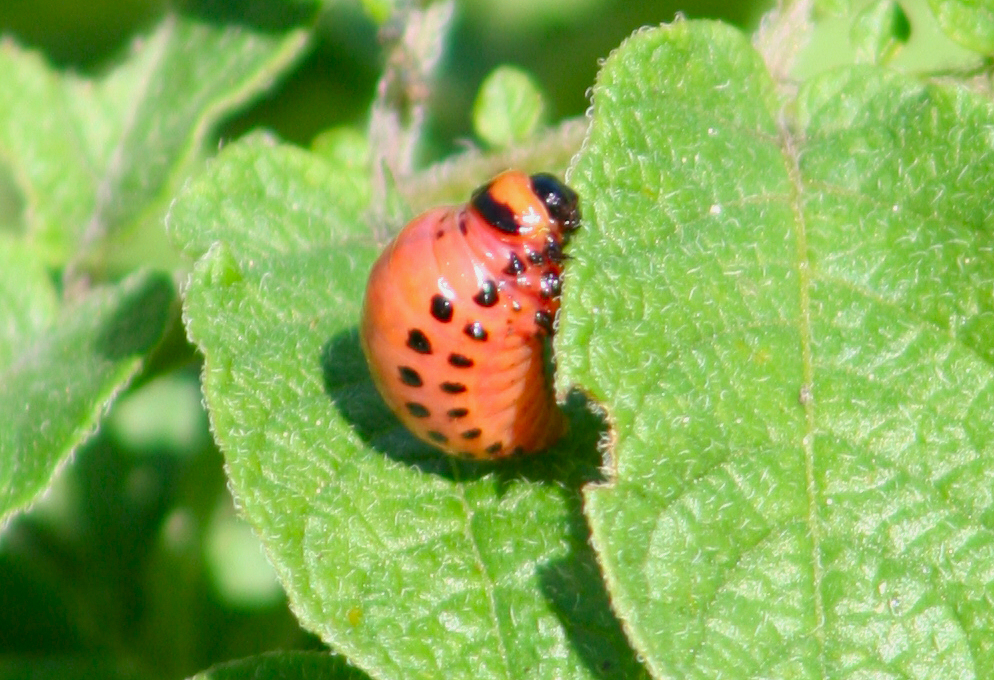
Личинка Колорадського жука (Leptinotarsa decemlineata)

### Консортивні зв'язки

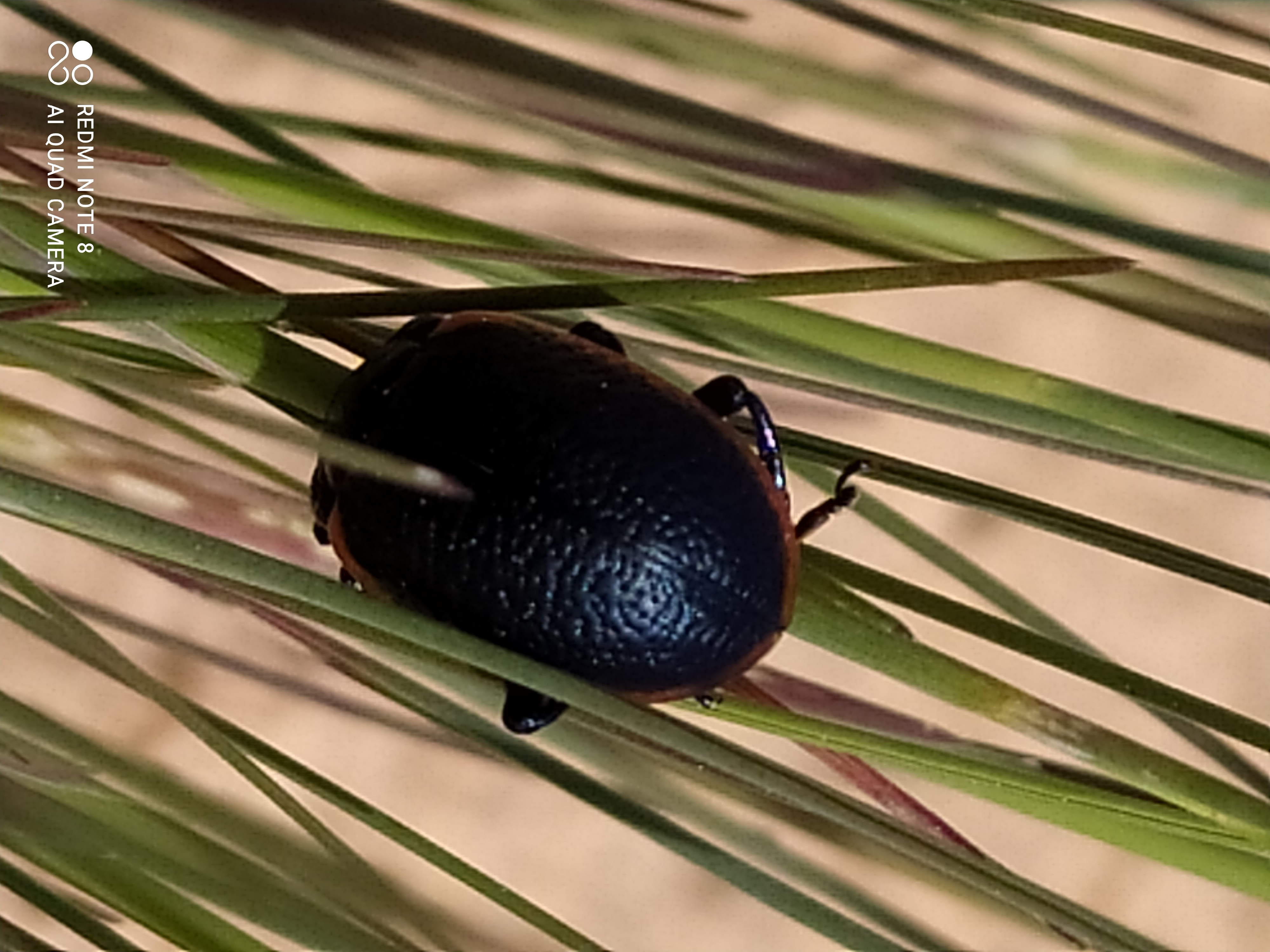
Листоїд вузькооблямована хризоліна живиться на льонку звичайному та інших рослинах рода Linum. Національний природний парк "Олешківські піски

## Систематика
Підродини:
- Bruchinae Latreille, 1802
- Chrysomelinae Latreille, 1802
- Clytrinae[2] Lacordaire, 1848
- Criocerinae Latreille, 1804
- Cryptocephalinae Gyllenhal, 1813
- Donaciinae Kirby, 1837
- Eumolpinae Hope, 1840
- Galerucinae Latreille, 1802
- Hispinae Gyllenhal, 1813
- Lamprosomatinae Lacordaire, 1848
- Sagrinae Leach, 1815
- Spilopyrinae Chapuis, 1874

## Екологія

### Шкодочинність
Одним із набільшрозповсюджених шкідників сільського господарства у світі є колорадський жук (Leptinotarsa decemlineata), який ушкоджує плантації картоплі у всьому світі. Первісний ареал колорадського жука охоплював території Північної Мексики та південного заходу США. З поширенням культури картоплі, жук розповсюдився на територію всієї Північної Америки, а згодом Європи і значної частини Азії. Ареал продовжує розширюватись.